# 2009–2010-es osztrák labdarúgó-bajnokság (első osztály)
2009–2010-es első osztályú osztrák labdarúgó-bajnokság (németül: Österreichische Fußballmeisterschaft, vagy Österreichische Bundesliga) bajnokság 98. szezonja. 2009. július 17-én kezdődött.

## Csapatok áttekintése
| Csapat             | Város            | Edző               | Stadion                 | Befogadóképesség |
| ------------------ | ---------------- | ------------------ | ----------------------- | ---------------- |
| Austria Kärnten    | Klagenfurt       | Frank Schinkels    | Hypo-Arena              | 27 559           |
| Austria Wien       | Bécs             | Thomas Parits      | Franz Horr Stadion      | 13 135           |
| Kapfenberger SV    | Kapfenberg       | Werner Gregoritsch | Franz-Fekete-Stadion    | 12 000           |
| LASK Linz          | Linz             | Matthias Hamann    | Linzi Stadion           | 18 000           |
| SV Mattersburg     | Nagymarton       | Franz Lederer      | Pappelstadion           | 15 700           |
| Rapid Wien         | Bécs             | Peter Pacult       | Gerhard Hanappi Stadion | 17 500           |
| Red Bull Salzburg  | Salzburg         | Huub Stevens       | Red Bull Arena          | 31 000           |
| SV Ried            | Ried im Innkreis | Paul Gludovatz     | Fill Metallbau Stadion  | 7 500            |
| Sturm Graz         | Graz             | Franco Foda        | UPC-Arena               | 15 323           |
| SC Wiener Neustadt | Bécsújhely       | Helmut Kraft       | Stadion Wiener Neustadt | 7 500            |

## A végeredmény
| #   | Csapat                  | M  | GY | D  | V  | G+ – G– | GK  | P  | Megjegyzések                                   |
| --- | ----------------------- | -- | -- | -- | -- | ------- | --- | -- | ---------------------------------------------- |
| 1.  | Red Bull SalzburgCV (B) | 36 | 22 | 10 | 4  | 68–27   | +41 | 76 | 2010–2011-es Bajnokok Ligája – 2. selejtezőkör |
| 2.  | Austria WienK           | 36 | 23 | 6  | 7  | 60–34   | +26 | 75 | 2010–2011-es Európa-liga – 2. selejtezőkör     |
| 3.  | Rapid Wien              | 36 | 21 | 10 | 5  | 80–38   | +42 | 73 | 2010–2011-es Európa-liga – 2. selejtezőkör     |
| 4.  | Sturm Graz              | 36 | 16 | 10 | 10 | 50–36   | +14 | 58 |                                                |
| 5.  | Wiener NeustadtÚ        | 36 | 13 | 8  | 15 | 54–58   | −4  | 47 |                                                |
| 6.  | SV Mattersburg          | 36 | 12 | 5  | 19 | 45–71   | −26 | 41 |                                                |
| 7.  | LASK Linz               | 36 | 9  | 13 | 14 | 59–70   | −11 | 40 |                                                |
| 8.  | SV Ried                 | 36 | 10 | 8  | 18 | 39–47   | −8  | 38 |                                                |
| 9.  | Kapfenberger SV         | 36 | 8  | 9  | 19 | 44–67   | −23 | 33 |                                                |
| 10. | Austria Kärnten (K)     | 36 | 2  | 9  | 25 | 29–80   | −51 | 15 | Erste Liga                                     |

Forrás: bundesliga.at (németül) 
A rangsorolás alapszabályai: 1. összpontszám, 2. egymás elleni eredmények összpontszáma, 3. gólkülönbség, 4. szerzett gólok száma.
(B): Bajnokcsapat, (K): Kieső csapat, (F): Feljutó csapat, (I): Kupainduló, (R): A rájátszás győztese, (KGY): Kupagyőztes

## Kereszttáblák

### A szezon első fele
| Hazai \ Vendég1    | AKÄ | AWI | KAP | LIN | MAT | RAP | RIE | SAL | STU | WN  |
| Austria Kärnten    |     | 2–1 | 1–1 | 1–1 | 0–3 | 1–3 | 0–0 | 1–2 | 1–3 | 0–0 |
| Austria Wien       | 1–0 |     | 3–0 | 3–0 | 1–0 | 1–1 | 1–1 | 1–0 | 1–0 | 2–1 |
| Kapfenberger SV    | 3–2 | 1–0 |     | 7–2 | 0–1 | 0–1 | 0–1 | 0–2 | 0–1 | 3–1 |
| LASK Linz          | 3–1 | 4–5 | 4–0 |     | 4–0 | 3–3 | 2–2 | 0–0 | 2–2 | 4–2 |
| SV Mattersburg     | 4–1 | 1–3 | 4–1 | 3–2 |     | 2–1 | 3–0 | 2–3 | 0–2 | 1–3 |
| Rapid Wien         | 5–1 | 4–1 | 3–1 | 4–1 | 4–0 |     | 1–0 | 2–2 | 2–1 | 3–1 |
| SV Ried            | 1–0 | 0–2 | 3–0 | 5–2 | 0–0 | 1–1 |     | 1–0 | 1–2 | 3–0 |
| Red Bull Salzburg  | 7–1 | 2–1 | 4–0 | 3–2 | 2–0 | 0–0 | 1–1 |     | 4–2 | 1–1 |
| Sturm Graz         | 4–0 | 0–1 | 0–0 | 3–3 | 2–0 | 1–0 | 0–2 | 0–0 |     | 3–0 |
| SC Wiener Neustadt | 3–1 | 4–3 | 2–3 | 4–1 | 3–0 | 0–4 | 2–1 | 1–1 | 0–0 |     |

Forrás: bundesliga.at (németül) 
1A hazai csapatok a bal oldali oszlopban szerepelnek.
Színek: Zöld = hazai győzelem; Sárga = döntetlen; Piros = vendéggyőzelem.
 

### A szezon második fele
| Hazai \ Vendég1    | AKÄ | AWI | KAP | LIN | MAT | RAP | RIE | SAL | STU | WN  |
| Austria Kärnten    |     | 0–2 | 0–1 | 2–2 | 2–4 | 2–4 | 1–0 | 0–2 | 0–3 | 2–2 |
| Austria Wien       | 4–1 |     | 4–3 | 0–1 | 5–1 | 1–0 | 2–0 | 1–1 | 1–0 | 1–0 |
| Kapfenberger SV    | 0–0 | 1–1 |     | 2–0 | 2–2 | 2–2 | 1–1 | 2–0 | 0–3 | 2–3 |
| LASK Linz          | 0–0 | 0–1 | 1–1 |     | 2–0 | 4–2 | 3–0 | 0–0 | 1–2 | 1–1 |
| SV Mattersburg     | 1–1 | 1–1 | 3–1 | 2–1 |     | 1–3 | 3–1 | 1–6 | 0–0 | 1–0 |
| Rapid Wien         | 1–0 | 2–0 | 5–3 | 0–0 | 3–0 |     | 2–1 | 0–1 | 4–1 | 3–0 |
| SV Ried            | 3–1 | 0–1 | 2–1 | 2–2 | 3–0 | 1–3 |     | 1–2 | 1–2 | 0–1 |
| Red Bull Salzburg  | 1–0 | 0–1 | 1–0 | 3–0 | 2–0 | 1–1 | 2–0 |     | 3–0 | 4–2 |
| Sturm Graz         | 3–2 | 2–2 | 1–1 | 0–1 | 4–0 | 1–1 | 1–0 | 0–2 |     | 1–0 |
| SC Wiener Neustadt | 2–1 | 0–1 | 3–1 | 4–0 | 2–1 | 2–2 | 2–0 | 2–3 | 0–0 |     |

Forrás: bundesliga.at (németül) 
1A hazai csapatok a bal oldali oszlopban szerepelnek.
Színek: Zöld = hazai győzelem; Sárga = döntetlen; Piros = vendéggyőzelem.
 

## A góllövőlista élmezőnye
Utolsó frissítés: 2010. május 5., forrás: osztrák Bundesliga (németül).
18 gólos
- Steffen Hofmann (Rapid Wien)
- Marc Janko (Red Bull Salzburg)
- Roman Wallner (LASK Linz és Red Bull Salzburg)

17 gólos
- Nikica Jelavić (Rapid Wien)

14 gólos
- Waltner Róbert (SV Mattersburg)

13 gólos
- Hamdi Salihi (SV Ried és Rapid Wien)

11 gólos
- Daniel Beichler (Sturm Graz)

10 gólos
- Milenko Ačimovič (Austria Wien)
- Johannes Aigner (SC Wiener Neustadt)
- Christian Mayrleb (LASK Linz)

## Kupaszereplések

### 2009–2010-es Bajnokok Ligája
- 2. selejtezőkör:

Red Bull Salzburg –  Bohemians (1–1, 1–0, továbbjutott a Red Bull Salzburg 2–1-es összesítéssel)
- 3. selejtezőkör:

Red Bull Salzburg –  Dinamo Zagreb (1–1, 2–1, továbbjutott a Red Bull Salzburg 3–2-es összesítéssel)
- Rájátszás:

Red Bull Salzburg –  Makkabi Haifa (1–2, 0–3, továbbjutott a Makkabi Haifa 5–1-es összesítéssel)

### 2009–2010-es Európa-liga
- 2. selejtezőkör:

Sturm Graz –  Široki Brijeg (2–1, 1–1, továbbjutott a Sturm Graz 3–2-es összesítéssel)
Rapid Wien –  Vllaznia Shkodër (5–0, 3–0, továbbjutott a Rapid Wien 8–0-s összesítéssel)
- 3. selejtezőkör:

Rapid Wien –  APÓP (2–1, 2–2 h.u., továbbjutott a Rapid Wien hosszabbítás után 4–3-as összesítéssel)
 Vojvodina – Austria Wien (1–1, 2–4, továbbjutott az Austria Wien 5–3-as összesítéssel)
 OFK Petrovac – Sturm Graz (1–2, 0–5, továbbjutott a Sturm Graz 7–1-es összesítéssel)
- Rájátszás:

 Metalurh Doneck – Austria Wien (2–2, 2–3 h.u., továbbjutott az Austria Wien hosszabbítás után 5–4-es összesítéssel)
Rapid Wien –  Aston Villa (1–0, 1–2, továbbjutott a Rapid Wien 2–2-es összesítéssel, idegenben lőtt több góllal)
Sturm Graz –  Metaliszt Harkiv (1–1, 1–0, továbbjutott a Sturm Graz 2–1-es összesítéssel)
- Csoportkör:

A hazai mérkőzéseket elsőként jelöltük)
FK Austria Wien
 Werder Bremen (2–2, 0–2)
 Athletic Club (0–3, 0–3)
 Nacional (1–1, 1–5)
Az L csoport 4. helyén végzett
Rapid Wien
 Hamburg (3–0, 0–2)
 Celtic (3–3, 1–1)
 Hapóél Tel-Aviv (0–3, 1–5)
A C csoport 4. helyén végzett
Red Bull Salzburg
 Villarreal CF (2–0, 1–0)
 Lazio (2–1, 2–1)
 Levszki Szofija (1–0, 1–0)
Megnyerte a G csoportot
Sturm Graz
 Panathinaikósz (0–1, 0–1)
 Galatasaray (1–0, 1–1)
 Dinamo Bucureşti (0–1, 1–2)
Az F csoport 4. helyén végzett
- A legjobb 16 közé jutásért

 Standard Liège – Red Bull Salzburg (3–2, 0–0, továbbjutott a Standard Liège 3–2-es összesítéssel)

## Külső hivatkozások
- A bajnokság hivatalos oldala (németül)
- Az osztrák Bundesliga az uefa.com-on (angolul)
- Az osztrák Bundesliga a fifa.com-on Archiválva 2010. március 9-i dátummal a Wayback Machine-ben (angolul)
- Az osztrák Bundesliga a soccerway.com-on (angolul)